# Österreichische Platte
Österreichische Platte (italsky Dente Austriaco) je vedlejší vrchol o nadmořské výšce 2203 m n. m. na hlavním hřebeni masivu Pasubio. Vrchol, který se nachází v italské provincii Trento na hranici s provincií Vicenza, tvořil během první světové války v letech 1916–1918 přední linii rakousko-uherské fronty na Pasubiu a je oddělen sedlem o výšce asi 30 m od Italienische Platte, o 350 m jižněji ležícího vedlejšího vrcholu masivu Pasubio o nadmořské výšce 2220 m n. m.

## Zeměpis
Österreichische Platte, stejně jako sousední Italienische Platte na jihu, patří k hlavnímu hřbetu Pasubia. Vyvýšenina, která je asi 200 m dlouhá a 80 m široká, je od zbytku hřbetu na severozápadě a na jihu zřetelně oddělena dvěma malými sedly: Eselsrücken (italsky Selletta dei Denti) tak tvoří hranici k italské desce, zatímco bezejmenné sedlo na severozápadě odděluje rakouskou desku od takzvaného "nosu" 2111 m n. m., jak Italové za války tuto vyvýšeninu nazývali. Strmé boky desky se na západě svažují do Kosmagnonské propadliny (italsky Alpe di Cosmagnon) a na východě do propadliny Sette Croci (česky Sedm křížů). Stejně jako její italský protějšek je i rakouská deska poznamenána četnými stopami z doby první světové války. Některé pamětní desky připomínají rakousko-uherské a italské jednotky a formace, které zde byly nasazeny.

## Historie
Až do rakousko-uherské jarní ofenzívy v roce 1916 byla dosud bezejmenná vyvýšenina na hlavním hřebeni Pasubia bezvýznamná. Rakousko-uherská vojska se stáhla na snadněji bránitelnou obrannou linii dále na západ u městečka Rovereto.
Teprve v průběhu ofenzivy zahájené 15. května 1916 byla italská vojska, která po vstupu Itálie do války o rok dříve postoupila k branám Rovereta, zatlačena zpět do západní a centrální oblasti masivu. V průběhu tohoto postupu obsadily 20. května předvoje 10. císařské a královské horské brigády vedené brigádním plukovníkem Karlem Korzerem horské průsmyky, které se staly italskou hranicí. Horská brigáda obsadila Österreichische Platte, která v té době ještě nesla označení Kote 2206.
Od tohoto dne až do konce války v listopadu 1918 tvořila Österreichische Platte předsunutou rakousko-uherskou frontovou linii na Pasubiu. Ani po zastavení ofenzivy nebylo upuštěno od pokusu obsadit hlavní vrchol masivu, asi 300 m vzdálený Cima Palon. Dne 2. července 1916 posloužila Österreichische Platte jako odrazový můstek pro velký útok 10. císařské a královské horské brigády (Kaiserjäger), posílené 1. tyrolským císařským plukem, na italské pozice.
Po neúspěšném útoku to byli opět Kaiserjäger, kteří museli na podzim následujícího roku odrazit celou řadu útoků 44. pěší divize vedené generálem Andreou Grazianim na Österreichische Platte a sousední sektory. Při těchto útocích se Italům podařilo proniknout do předsunutých pozic na Österreichische Platte, ale byli nuceni ustoupit kvůli prudkým protiútokům. Během těchto útoků, které trvaly od poloviny září do konce října, utrpěly obě strany celkem asi 11 500 mrtvých, raněných a nezvěstných mužů. Jen v posledních jedenácti dnech útoku, od 9. do 20. října, dosáhly ztráty asi 8000 mužů na téměř dvoukilometrové frontě, v jejímž středu ležela Österreichische Platte, než další útoky znemožnilo sněžení a nástup zimy.
Za úspěšnou obranu byl později velitel Österreichische Platte, nadporučík v záloze Viktor Oberguggenberger z Kaiserjägers, vyznamenán nejvyšším vojenským vyznamenáním habsburské monarchie Řádem Marie Terezie.
Po těchto útocích nechal plukovník Ellison, který mezitím převzal velení rakousko-uherských vojsk na Pasubiu, opevnit Österreichische Platte. Kromě zákopů a okopů byly vytvořeny také kavernové pozice, z nichž většina byla propojena podzemními tunely. Nakonec Österreichische Platte obsahovala deset kulometných stanovišť a šest střeleckých stanovišť rozmístěných ve dvou úrovních. Kromě toho bylo na Österreichische Platte umístěno 18 minometů, 12 granátometů, čtyři plamenomety, tři 7,5cm kanóny a dvě 37mm pěchotní děla. Opět v podzemí byla umístěna cisterna s pitnou vodou, kompresorovna pro vrtné soupravy a větrání tunelu, strojovna, elektrická a telefonní ústředna a další inženýrské sítě.
Mezi obranná opatření, která Ellison nařídil, patřilo i vyhloubení útočné štoly, později pojmenované po něm. Stavba měla včas čelit pokusům nepřítele o podkopání vlastní Österreichische Platte a případnému výbuchu, jako tomu bylo například v Col di Lana. Pro stavbu tunelu, na jehož konci následně vzniklo několik důlních komor, byli osloveni odborníci, jako byl sappeuroberský poručík Albin Mlaker, který již dříve úspěšně vedl důlní práce na Monte Cimone u Arsiera. Koncem března 1917 Ellison stavbu tunelu dokončil.
Do konce března 1917 dosáhla štola Ellison délky 127 m, zatímco na italské straně ještě nebyla přijata žádná protiopatření. Časová a prostorová výhoda měla být až do konce minérské války vždy na rakousko-uherské straně. Nakonec měl útočný tunel dosáhnout celkové délky asi 270 m a skončit pod Italienische Platte. 170 m za vchodem do tunelu, který byl vytvořen na týlové straně desky, se nacházel výstup, známý jako Dóm, do horního prostoru štoly, kde se nacházely zásobovací objekty a kavernové pozice.
Dne 29. září 1917 byla pod Italienische Platte odpálena první rakousko-uherská mina. Do března 1918 měly následovat ještě čtyři rakousko-uherské miny, na které Italové odpověděli pěti výbuchy, přičemž se jim nepodařilo dostat pod nepřátelský tunelový systém ani do blízkosti Österreichische Platte.
Při posledním rakousko-uherském minovém výbuchu 13. března 1918 bylo použito 50 tun trhaviny, která byla rozdělena do dvou minových komor. Jen naložení obou komor trvalo týden, protože výbušniny byly uloženy v několika skladech rozmístěných za frontovou linií, přičemž poslední sklad byl vzdálen 10 km od rakouské kóty a musel být k ní a do Ellisonovy štoly dopraven lanovkami a nosiči. Nosiči se museli potýkat nejen se 40 kg výbušnin na zádech, ale také s nepříznivými zimními povětrnostními podmínkami.
Výbuch z 13. března, který byl největším minovým výbuchem během první světové války na italské frontě, zavalil severní okraj Italienische Platte a štoly pod ní. Kvůli skále, která se v důsledku výbuchu stala křehkou, a s tím spojenému nebezpečí zřícení obě strany upustily od pokračování minové války.
Až do konce války již nedošlo k žádným větším útokům pěchoty proti Österreichische Platte. Ta však byla stále cílem italského dělostřelectva. Italská ofenziva na Pasubio plánovaná na léto 1918 se nakonec neuskutečnila. Dne 1. listopadu 1918 byl vydán rozkaz k opuštění Platte a byl nařízen ústup. V noci na 2. listopadu 1918 se císařští vojáci stáhli z Österreichische Platte, kterou drželi od července 1916, a proto se Pasubio nazývá také Kaiserjägerberg.

## Přístupnost
Na Österreichische Platte se lze dostat z Rifugio Achille Papa po stezce Tricolore (cesta č. 105) za něco málo přes hodinu. Z Rifugio Vincenzo Lancia to trvá přibližně dvě hodiny. Platte se dotýkají Evropská dálková stezka E5 a Friedensweg (Dolomity), které se shodují s průběhem stezky č. 105. S baterkou je možné navštívit Ellisonovu galerii i kopuli a přilehlé galerie.

## Galerie

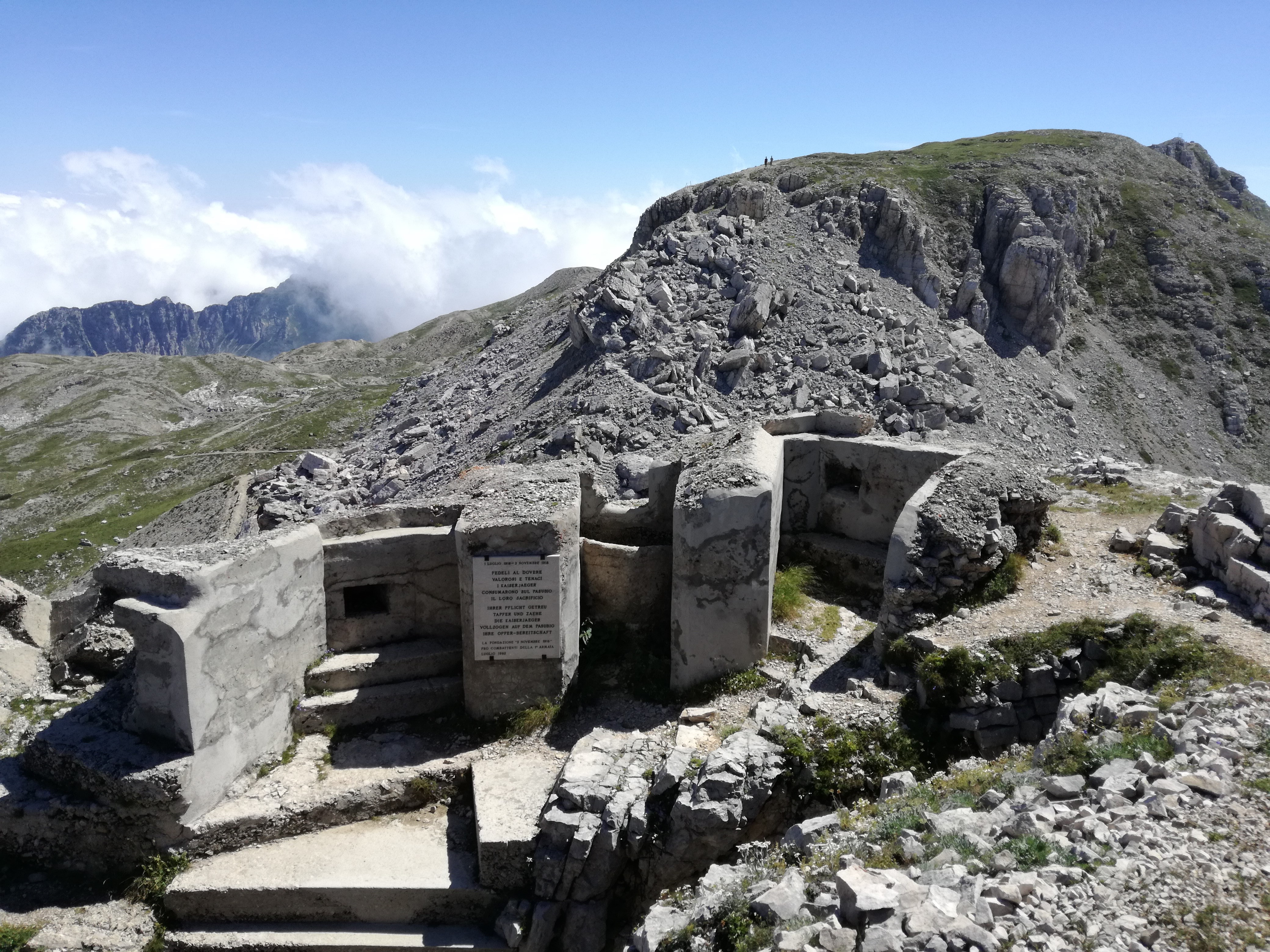
Zbytky vybetonované rakousko-uherské pozice, za ní Italienische Platte
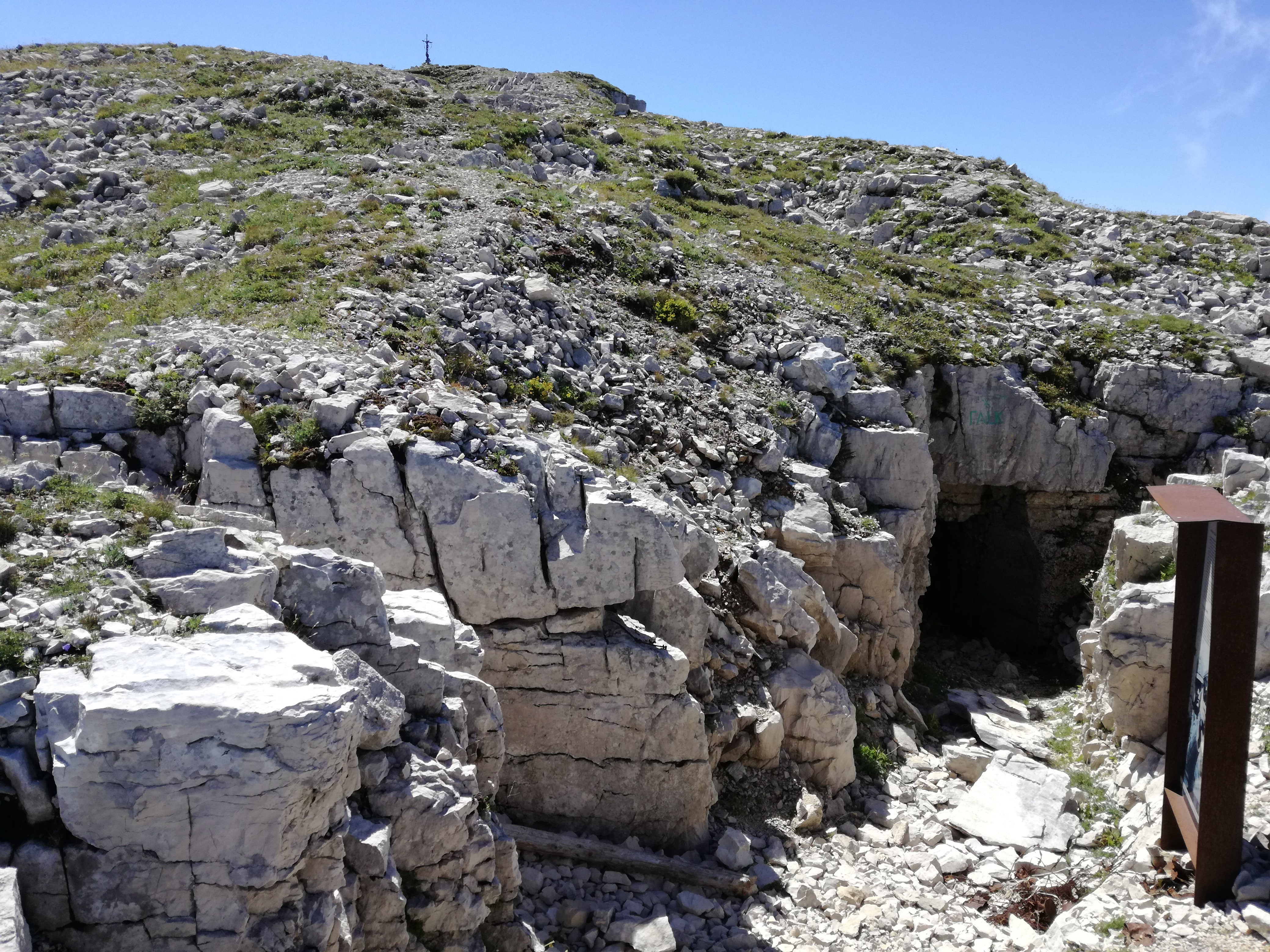
Severní vstup do Ellisonovy štoly
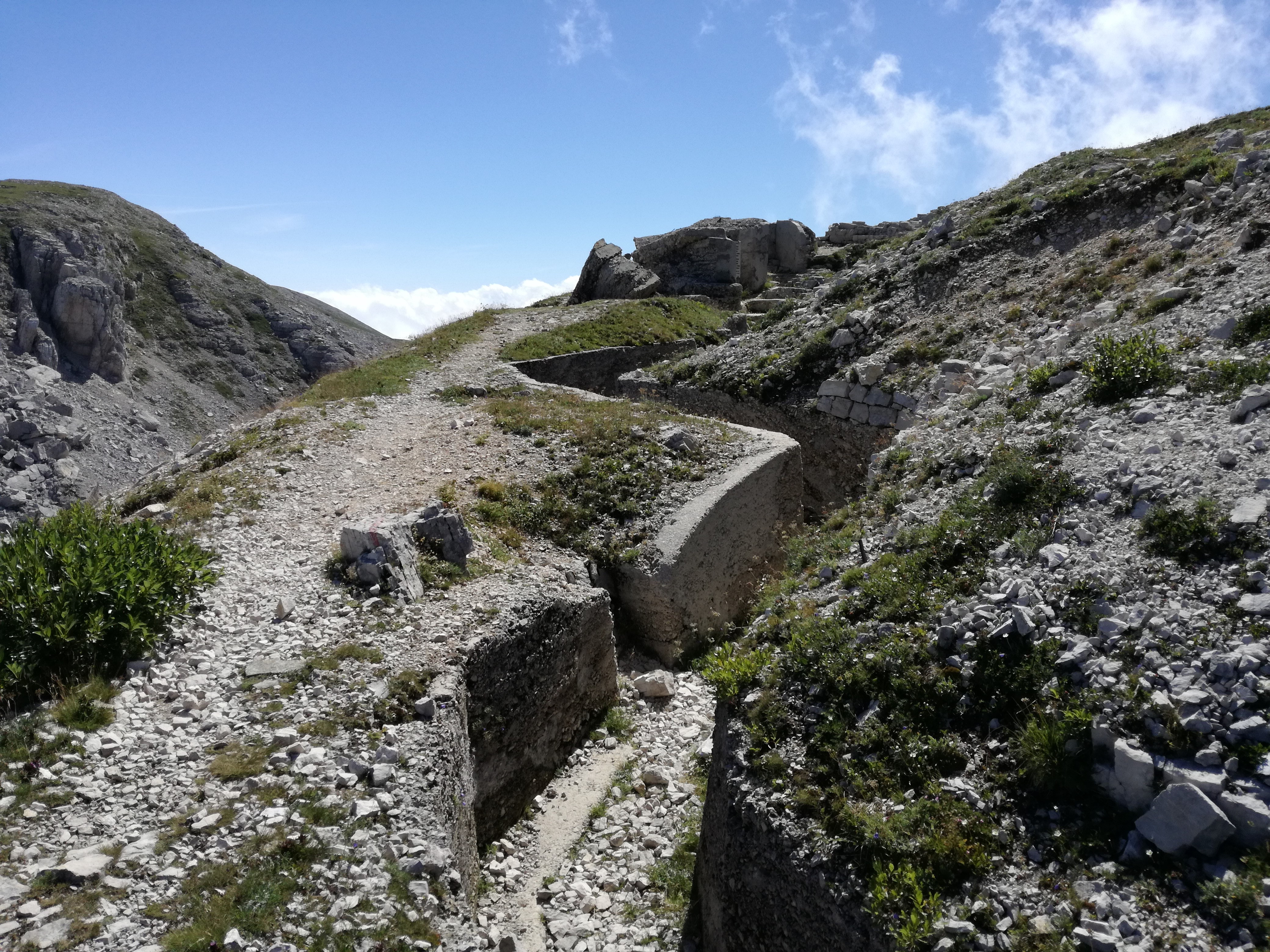
Zákopy na Österreichische Platte
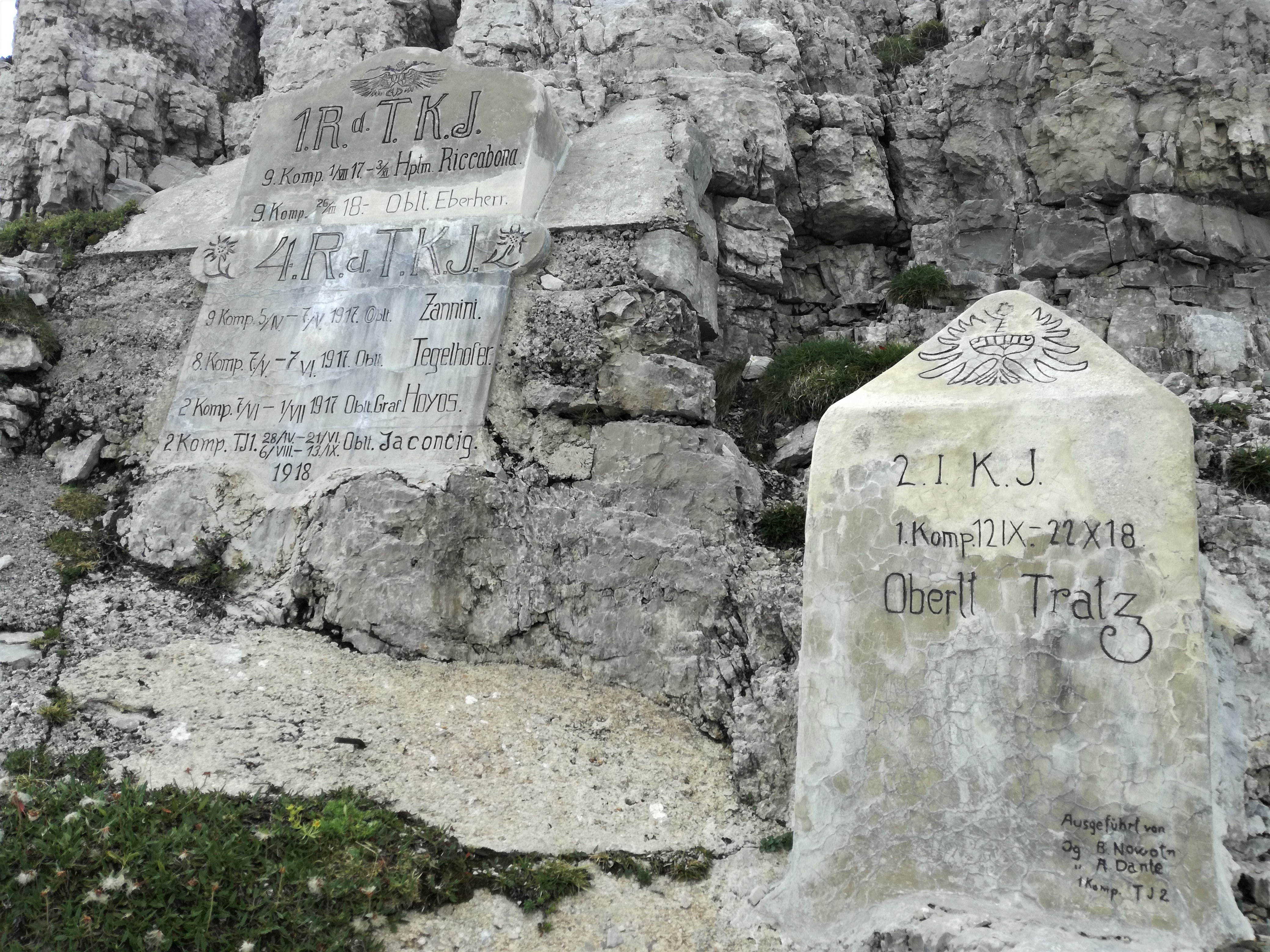
Pamětní deska Císařských myslivců na tzv. nosu
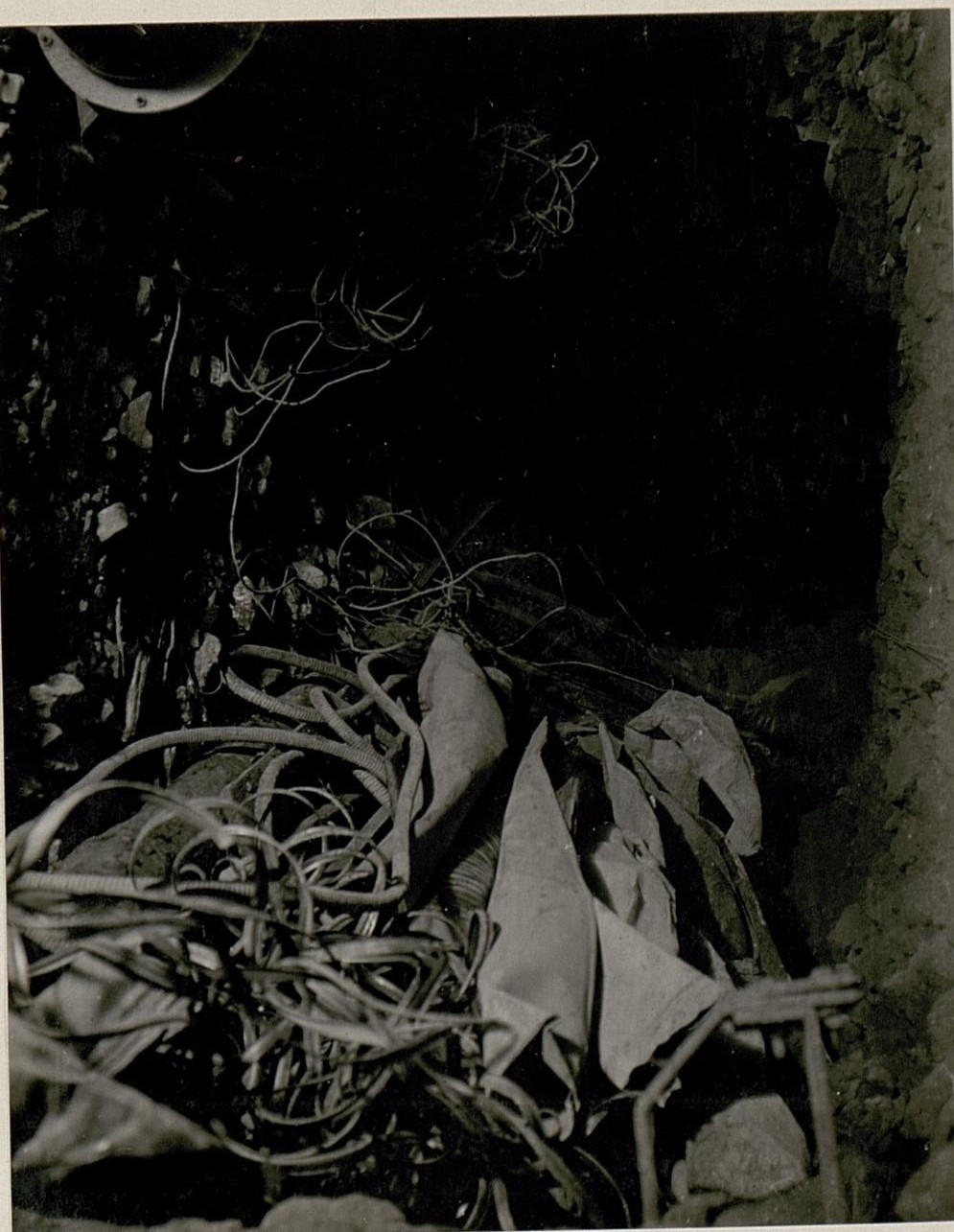
Narušená ventilační šachta Ellisonovy štoly po výbuchu
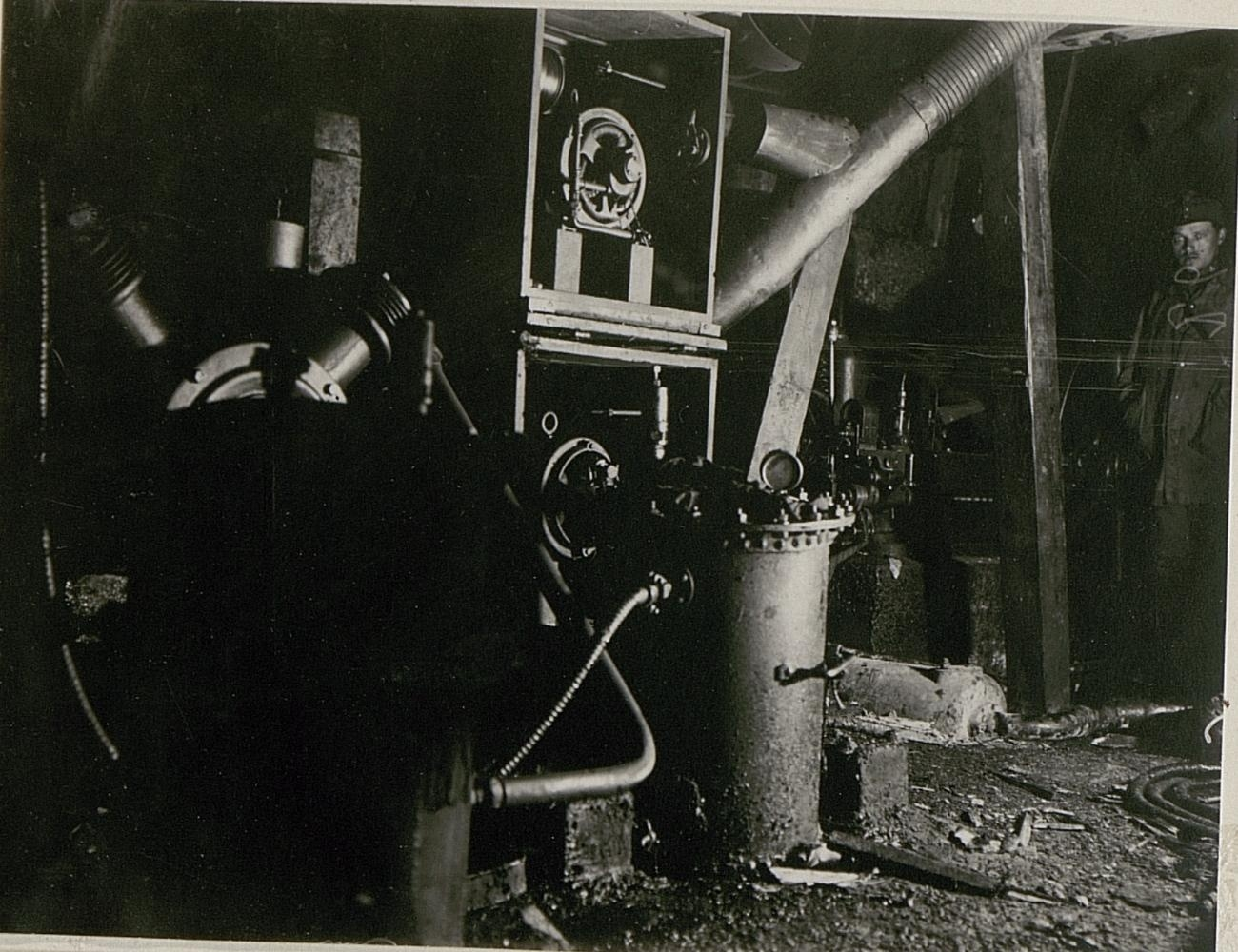
Strojovna v kopuli Österreichische Platte
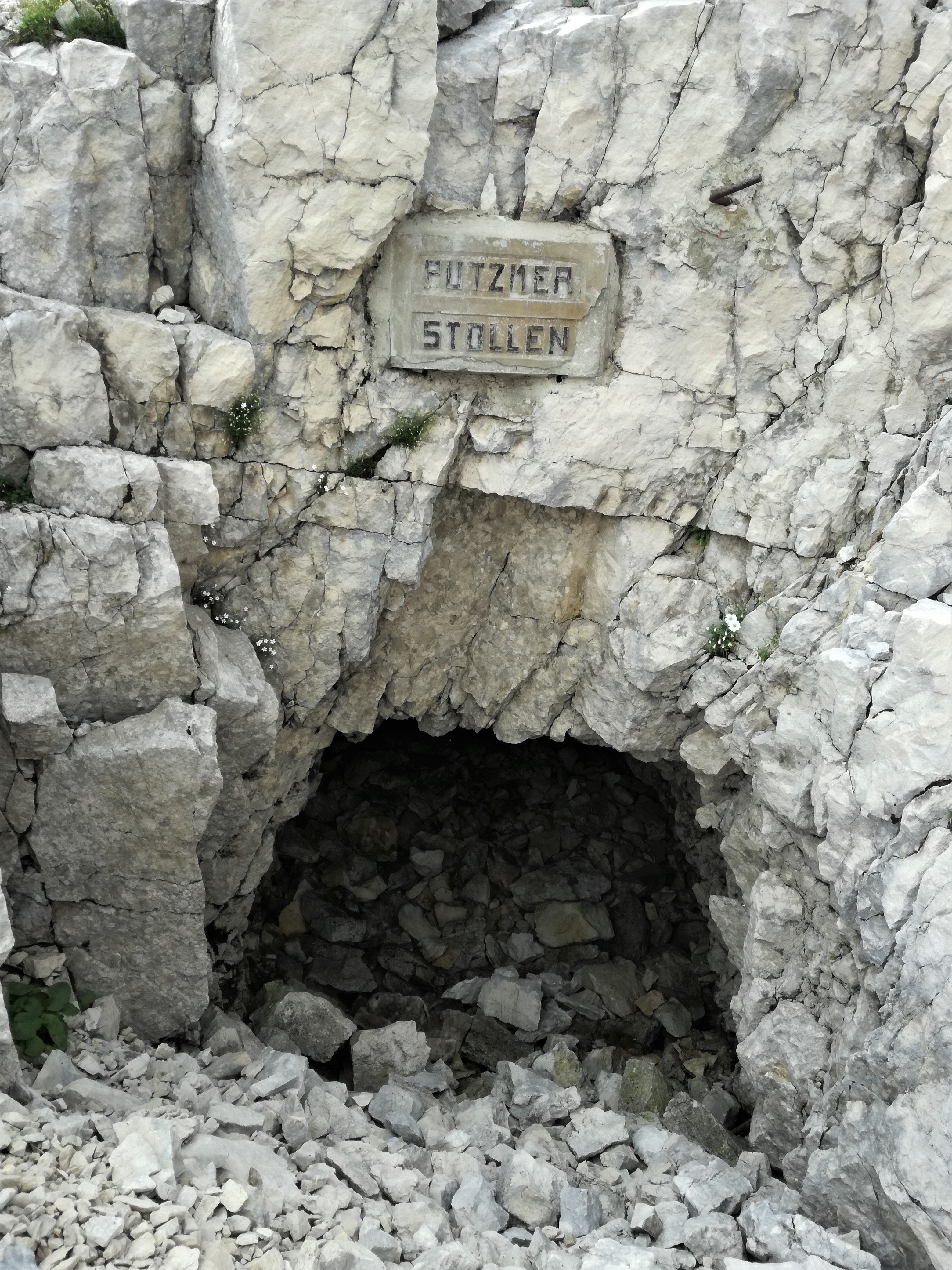
vstup do Putzkerovy štoly
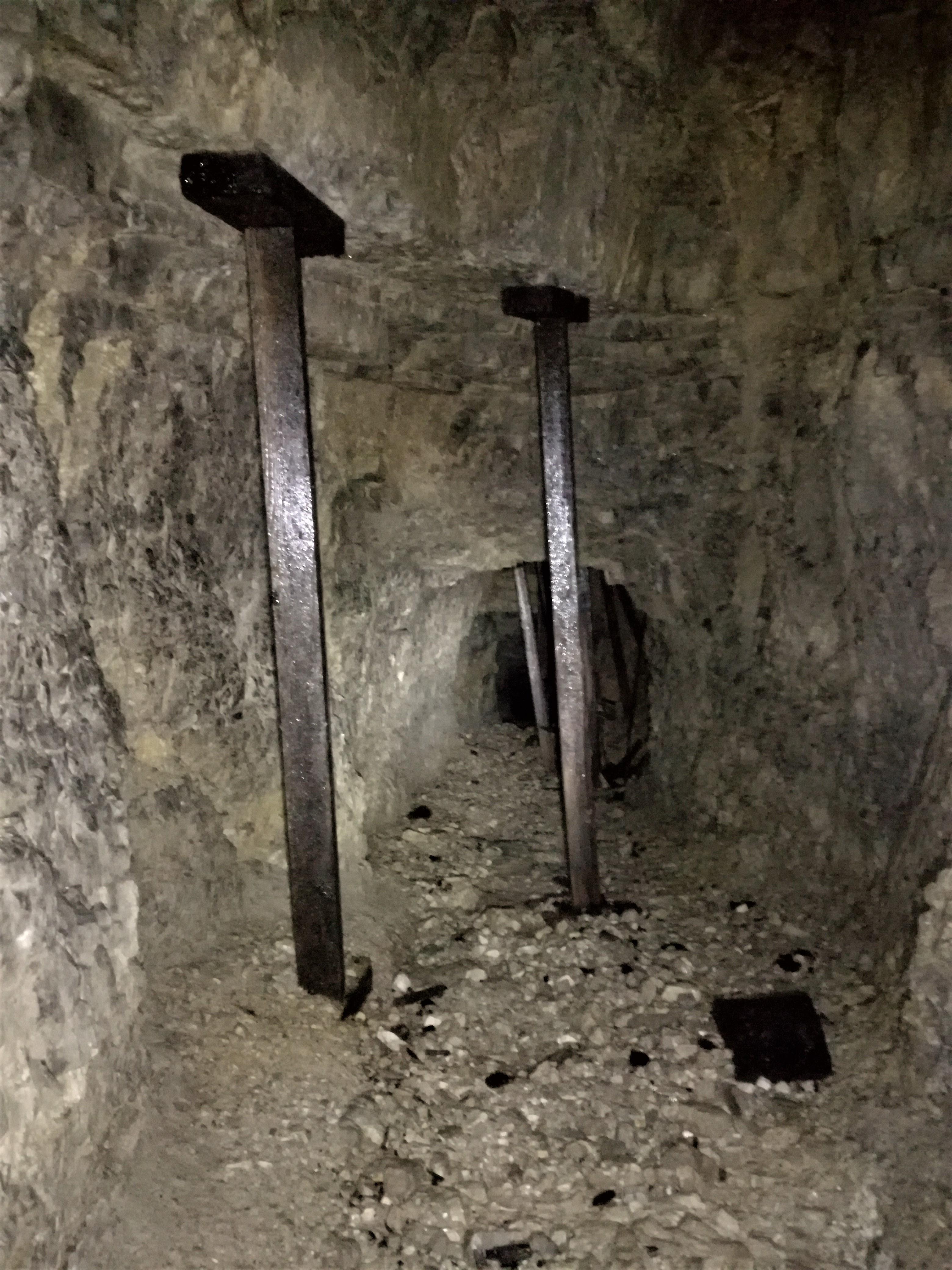
Ellisonova štola
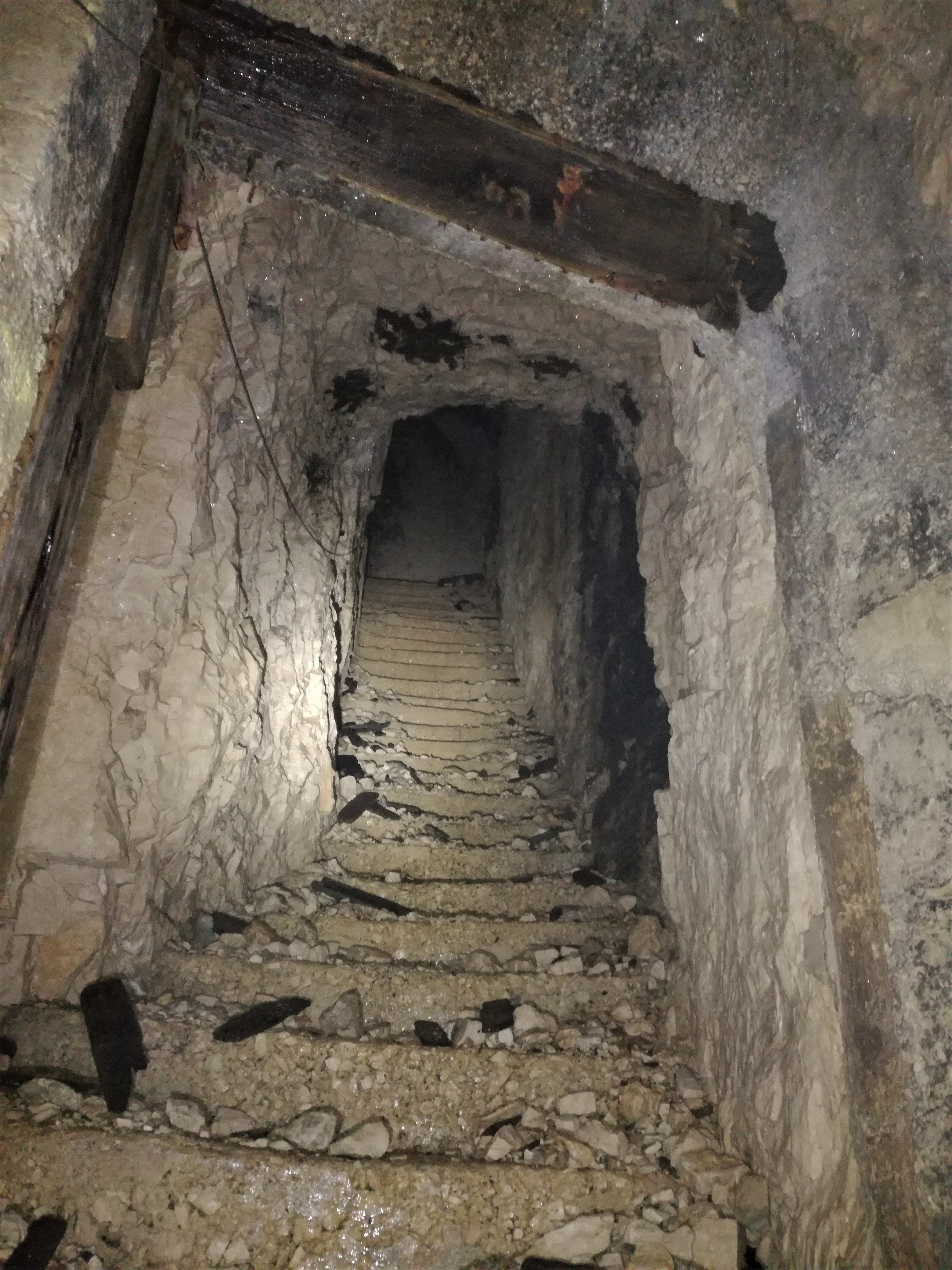
Vchod do Ellisonovy štoly
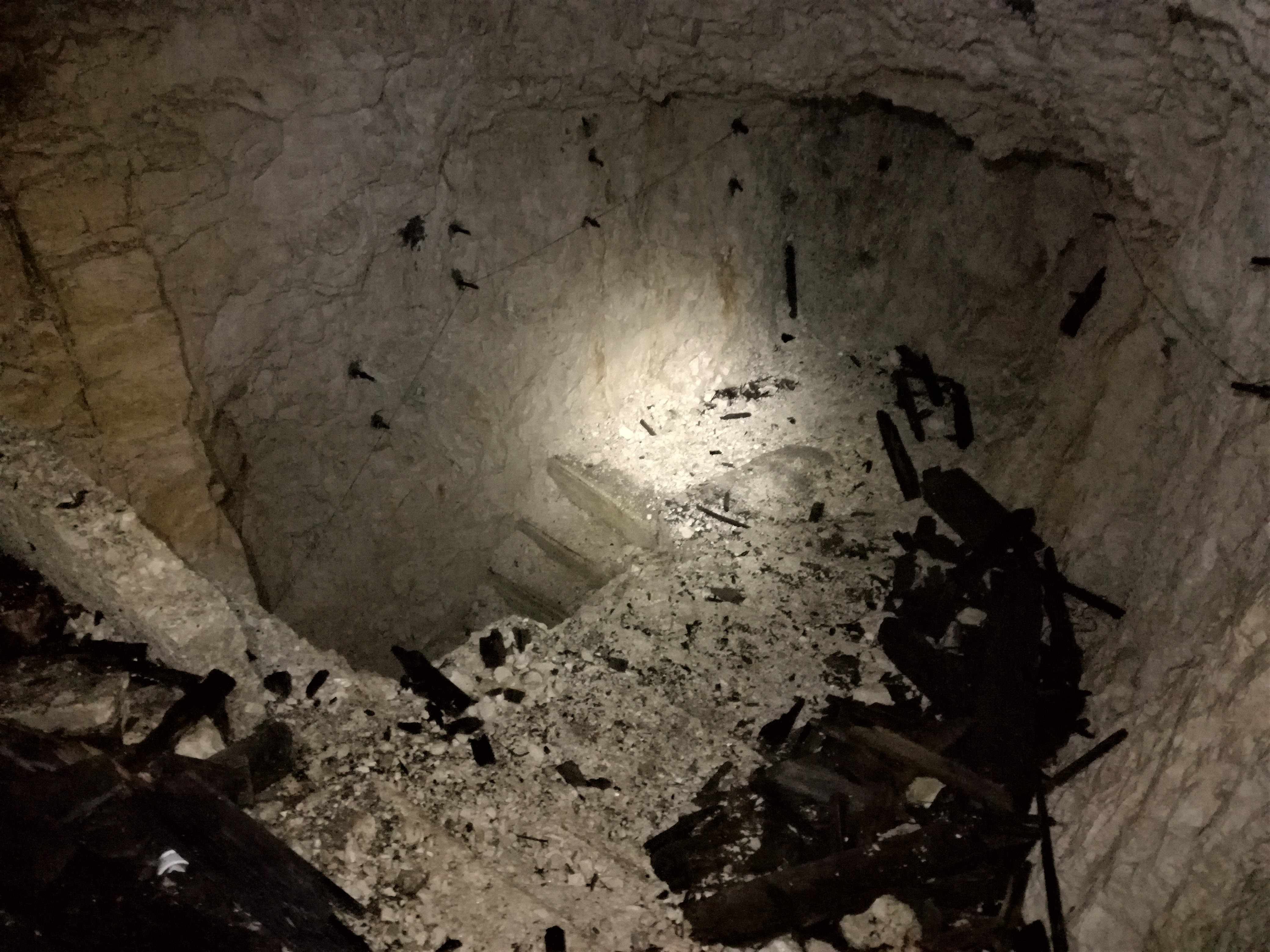
Kaverna v Österreichische Platte
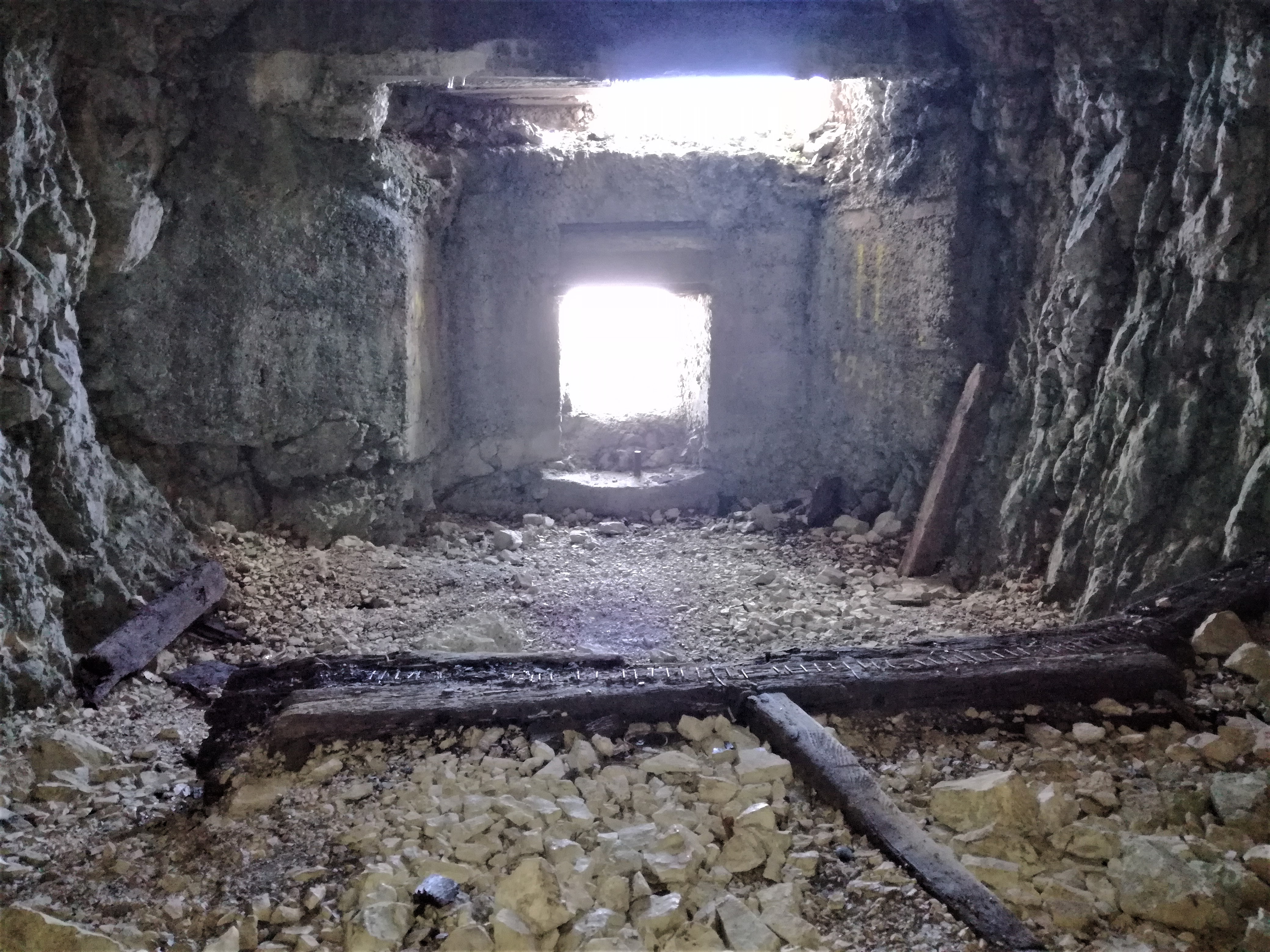
Kaverna pro dělo v Österreichische Platte